# Mutant (rollspel 1989)
För övriga versioner av rollspelet Mutant, se Mutant (rollspel)
Mutant (även Nya Mutant eller Mutant 2089 för att skilja det från Gamla Mutant utgivet 1984), är ett rollspel utgivet av Äventyrsspel 1989 som en del av rollspelsmärket Mutant.
Med grundreglerna följde ett häfte innehållandes utrustnings- och regeltabeller.

## Spelmiljö
Detta spel utspelar sig i en post-apokalyptisk cyberpunk-värld med inspiration från bland annat Judge Dredd, Blade Runner, William Gibsons böcker, Tron och X-Men, till skillnad från "gamla Mutant" som inspirerats av bland andra Gamma World.
Tiden är 2089 och framåt, och jordens befolkning bor i relativt isolerade megastäder styrda av megakorporationer, storföretag. Mellan städerna ligger "skymningslandet", ett landskap förött av krig och miljöförstöring som övergetts av alla utom de mest ihärdiga. Vissa platser i skymningslandet är så farliga (på grund av strålning och liknande) att de förklarats vara "förbjudna zoner".

### Klasser
Förutom människorna, "nomer", finns också mutanter, psimutanter och robotar. Mutanterna, vars kroppar ofta har speciella fysiska funktioner, bor framför allt i skymningslandet och de förbjudna zonerna, där de lever ett hårt liv tillsammans med mänskliga nomader och pionjärer. Mutanter lever också i städerna, där de ofta är diskriminerade, men i vissa fall kan göra karriär. Psimutanter är till det yttre vanliga människor, men har paranormala förmågor. Man vet inte hur många psimutanter som finns, eftersom de på grund av omvärldens misstro sällan använder sina förmågor offentligt. Även robotar, också kallade androider eller replikanter, liknar till det yttre människor, men har mekaniska inre organ (jämför Terminator). Robotar tjänstgör för det mesta i militären, i högriskindustrier eller i säkerhetsbranschen, men vissa robotar (bland annat de som är rollpersoner) har flytt från sina ägare och riskerar att bli "deaktiverade".
I grundreglerna beskrivs även möjligheten att skapa muterade djur (ett arv från 1984 års version av Gamla Mutant). Inga sådana muterade djur förekommer dock i efterföljande äventyr eller moduler.

### Samhälle
De stora städerna kontrolleras av megakorporationerna, "korparna", och de flesta invånare lever på deras villkor. Polisväsendet är uppdelat i "interpoliser" – interna företagspoliser, "metropoliser" – offentliga gatupoliser, och "SVOT" – stadens elitförband. Den undre världen är nästan lika omfattande som, och ännu mer komplex, än företagsvärlden. Klyftorna mellan samhällsklasserna är ännu mer påtagliga än någonsin under människans historia. Våldsamma sporter, inspirerade av gladiatorspel, är mycket populär underhållning.

### Teknik
Många har cybernetiska implantat i kroppen, som kosmetik, proteser, vapen eller helt nya funktioner. Livsmedel är syntetiskt framställda inom stadens gränser, och ofta av undermålig kvalitet – äkta vara är en lyx. Alla tekniska apparater är sammankopplade i "cyberspace" (notera att Mutant gavs ut innan Internet var etablerat i den verkliga världen).

### Vapen
En intressant detalj i Mutantvärlden är att all vapenteknik utvecklad efter 2000, bland annat laservapen, är begränsad till polis och militär. Detta gör att man i den undre världen använder nytillverkade 1900-talsmodeller som är välbekanta för många spelare.

## Spelsystem
Färdighetssystemet liknar det i de första versionerna av Drakar och Demoner. Det är ganska kompakt och använder procentsatser där rollpersonen ofta kan behöva slå flera olika färdighetsslag för att lyckas med en handling. De olika klasserna skiljer sig till viss del genom grundegenskaper, men framför allt åt genom att ha fysiska mutationer, psykiska mutationer, cybernetiska tillbehör och robottekniska tillbehör som slås fram enligt olika listor.
Färdigheterna fokuserar tydligt på strid och actionmoment.

## Expansioner
Expansionen Techno 2090 är en allmän förteckning över teknologi. Cyberzonen handlar om visualisering av cyberrymden, SVOT om polis- och militärstyrkor, vapensystem, stridskonst etcetera och KRIM om brottssyndikat, droger och annat olagligt.

### Lista över utgivet material
- Mutant – grundregler (1989)
- Techno 2090 – expansionsmodul (1990) – Medföljde gjorde också ett litet antal fordonsformulär.
- Cyberzonen – expansionsmodul (1990)
- SVOT – expansionsmodul (1991)
- KRIM – expansionsmodul (1992)
- Berlin City 2092 – kampanjmodul (1991) – En karta över mittsektorerna i Berlin City medföljde, ett häfte med kartor över några övriga sektorer samt en turistbroschyr med titeln Välkommen till Berlin.
- Ypsilon 5 – äventyr (1989)
- Den förbjudna staden – äventyr (1989)
- Dårarnas ö – äventyr (1990)
- Drakens land – äventyr (1990)
- Drakens öga – äventyr (1990)
- Änglars skugga – äventyr (1991)
- Cul de Sac – äventyr (1991)